# Simple Authentication and Security Layer
Simple Authentication and Security Layer (SASL), em português Camada Simples de Autenticação e Segurança, é um framework para autenticação e segurança de dados em protocolos da Internet. Ele separa mecanismos de autenticação de protocolos de aplicação, em teoria permitindo que qualquer mecanismo de autenticação suportado pela SASL seja usado em qualquer protocolo de aplicação que usa SASL. Mecanismos de autenticação podem também suportar autorização de proxy, um recurso que permite que um usuário assuma a identidade de outro. Eles também podem fornecer uma camada de segurança de dados que ofereça serviços de integridade de dados e confidencialidade de dados. DIGEST-MD5 fornece um exemplo de mecanismos que podem fornecer uma camada de segurança de dados. Protocolos de aplicação que suportam SASL normalmente também suportam Transport Layer Security (TLS) para complementar os serviços oferecidos pelo SASL. Em 1997, John Gardiner Myers escreveu a especificação SASL original (RFC 2222) enquanto estava na Carnegie Mellon University. Em 2006 este documento se tornou obsoleto pela RFC 4422, editada por Alexey Melnikov e Kurt Zeilenga.
O SASL é um protocolo IETF Standard Track e é, desde 2010, um Padrão Proposto.